# 陳叔紹
陳叔紹（1403年—？），名振，字叔紹，以字行，福建福州府閩縣人，明朝政治人物。

## 生平
正统九年，福建甲子乡试中舉。正統十年，聯捷乙丑科進士，选监察御史，升任湖广副使。

## 家族
曾祖陳垚；祖陳鈺；父陳周，封四川道監察御史；母林氏（封孺人）。永感下，妻楊氏，兄陳叔剛（翰林院侍讀）；叔茂，弟叔復。